# 杜丁西
杜丁西（Dudince）是斯洛伐克南部的小鎭，以有治療功能的礦泉水和溫泉。

## 地理位置
杜丁西位於克魯皮納平原的山麓，距離克魯皮納約27公里、沙希約15公里。

## 歷史
考古發現表明，杜丁西在新石器時代已有人居住。第一個提到杜丁西的文獻是1284年的Dyud，而首個有關杜丁西溫泉的文獻則可追溯至1551年。

## 人口
根據2001年人口普查，杜丁西人口1,500。斯洛伐克人佔95.67%，馬扎爾人佔3.53%，斯洛伐克羅姆人佔0.20%。天主教會佔55.67%，信義宗佔28.93%，11.27%沒有宗教信仰。

## 友好城市
- 美国肯特 (俄亥俄州)

## 外部連結
- 政府網站 （页面存档备份，存于）
- 溫泉 （页面存档备份，存于）
- Dudince and its spa resorts （页面存档备份，存于）